# Ritterode
Ritterode là một đô thị ở huyện Mansfeld-Südharz, Saxony-Anhalt, nước Đức. Đô thị Ritterode có diện tích 7,08 km².